# 土鍋
土鍋（どなべ）は、土（陶土）を原料とする日本の陶器製鍋。

## 概要
ルーツは縄文時代に煮炊きに使われた土器に遡り、中世から近世は素焼きの土鍋も使われた。
1950 年代にリチウム鉱物のペタライトを用いたリチア系（Li2O － Al2O3 － SiO2 系）耐熱陶器製の土鍋が開発され、家庭用、業務用として広く普及した。この土鍋は非常に低熱膨張性であり、高い耐熱衝撃性を有している。製造法は通常の陶磁器と同様であるが、素地はペタライトを約 40％使用し、釉薬はペタライトを 60 ～ 75％程度使用する。これを 1150 ～ 1200℃で焼成すると、低熱膨張性の結晶が多く生成するため、高い耐熱衝撃性を示す。特にジンバブエ産はリチウムの含有割合が適度で、土鍋に向いていている。ペタライトはリチウムを含むことから、家電や自動車に幅広くリチウムイオン電池の需要が世界で広がってきたのを背景に価格が高騰しており、一部では代替原料を採用する動きも見られる。

## 利用
土鍋は水炊きやちゃんこ鍋などの鍋料理に利用される。また、おでんなどの煮込み料理、燻製づくりにも使われる。
このほかグラタンやドリア、ローストチキンなどオーブンで調理する西洋料理、魚介類や野菜などを使った蒸し料理、炊飯などにも利用されるようになっている。このため直火のほか、オーブンや電子レンジに対応した土鍋もある。またIH調理用に、銀やアルミニウムを溶射したり、ステンレス板やカーボン板を底面に固定したりしたIH土鍋もある。

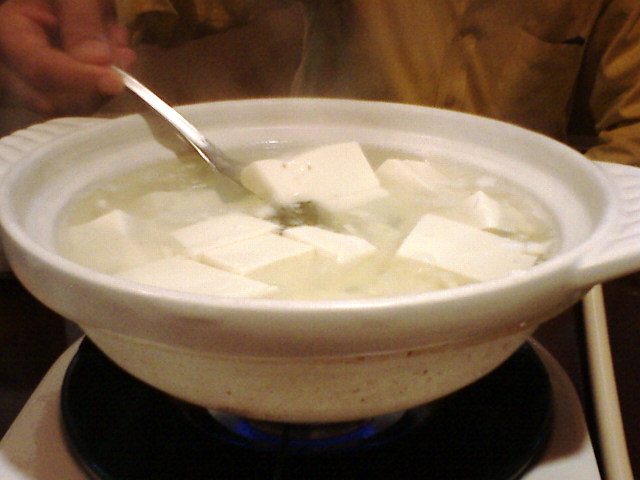
湯豆腐
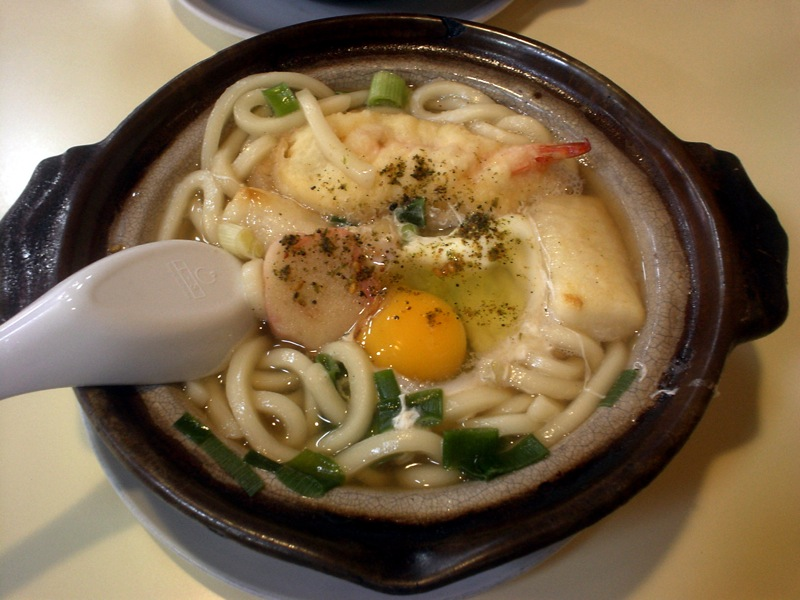
鍋焼きうどん

## 特性
蓄熱性
陶器の比熱は鉄の約2倍といわれており、土鍋は一度温めると冷めにくい。
保湿性
土鍋などの耐熱陶器は多孔質で一般に吸水率が10%程度あり、調理物の乾燥を防ぐことができる。

## 調理と保管

### 目止め
初めて使用する土鍋には釉薬部分に入った細かい溝（貫入）や気泡などが全体的にみられる。これらは水漏れの原因となったり、臭いやカビの原因となる。それを防ぐため初めて使用する土鍋の場合、お粥を炊いたり、米のとぎ汁や小麦粉を入れた水をひと煮立ちさせてデンプンで埋める「目止め」と呼ばれる処理が必要である（製品によっては目止めが不要な土鍋もある）。

### 熱による変化
土鍋は急激な熱の変化に弱く、冷めた土鍋を急に強火で熱したり、熱いままの土鍋を水で洗ったりすると割れることがある。

### 保管
土鍋は多孔質であるため汚れを放置したり乾燥が不十分だと臭いやカビの原因となる。